# Mavic

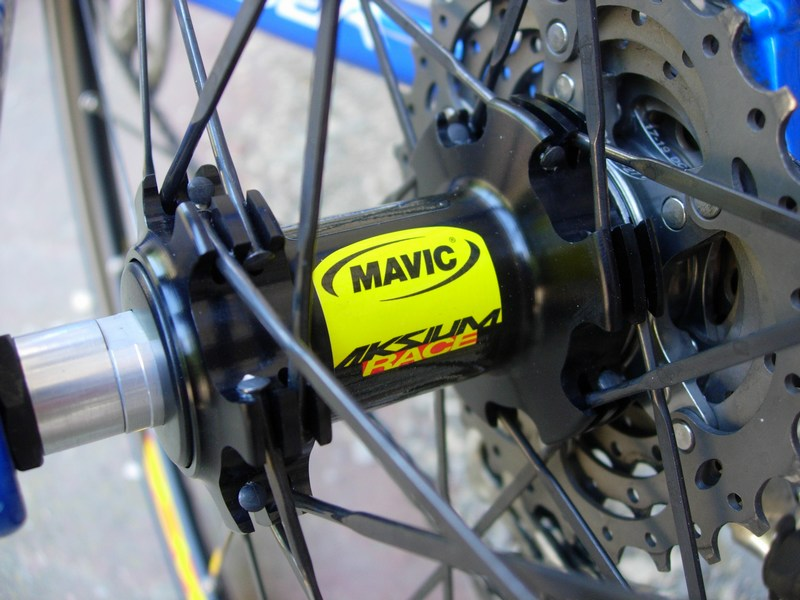
Un équipement de la marque.

Mavic est un équipementier de l'industrie du cycle. Cette entreprise a été créée à Lyon en 1889. Elle a son siège à Chavanod dans la communauté de l'agglomération d'Annecy en Haute-Savoie.
C'est sous la direction de Bruno Gormand de 1962 à 1985 que la marque prit réellement son essor pour devenir un acteur important du cyclisme sportif. Son succès s'est appuyé sur une assistance gratuite et neutre des coureurs du Tour de France jusqu'en 2020, ce qui la rendit visible sur les étapes couvertes par la télévision.
Mavic est l'acronyme de « Manufacture d'Articles Vélocipédiques Idoux et Chanel ».

## Histoire

### Années 1920
En 1922, à Lyon, Charles Idoux et Lucien Chanel créent une société alors spécialisée dans la fabrication de garde-boue et d’articles vélocipédiques. Henri Gormand, qui en était le fondé de pouvoir à sa création, en devient actionnaire majoritaire en 1924, lorsque l’entreprise fut transformée en société anonyme et prit le nom d’Établissements Mavic (sigle de Manufacture d’articles vélocipédiques Idoux et Chanel). Parallèlement, en 1929, avec d’autres investisseurs, Henri Gormand rachète la société EMR, dont il devient administrateur avant d’en prendre le contrôle en 1932.
L’origine des EMR remonte à 1889, lorsque deux frères, Léon et Laurent Vielle, créent à Lyon une activité de nickelage de métaux. En 1905, ils s’associent avec Vital Artaud et Joseph Amargain dans une société en nom collectif Artaud, Amargain & Cie spécialisée dans la fabrication de guidons, en collaboration avec l’atelier des frères Vielle pour le polissage et le nickelage. Les deux sociétés fusionnent en 1907 sous le nom de Vielle frères & Cie. La société connaît alors une croissance rapide, portée par le marché du vélo, et devient, en 1917, une société en commandite par actions et prend la dénomination d’Établissements métallurgiques du Rhône (EMR) qui commercialiseront des guidons et des jantes en acier sous la marque AVA.
À la suite des difficultés économiques de l’après-guerre, la société, probablement endettée, est cédée à Henri Gormand. Sous sa direction, les activités des EMR et de Mavic seront dès lors étroitement liées jusqu’à sa mort.

### Années 1930
En 1930, soit deux ans après le dépôt du premier brevet pour une jante creuse en duralumin par Charles Dieu et André Lestradet (jante Méphisto), Mavic développe sa première jante en dural et c’est pour pouvoir la produire en série que H. Gormand achète les EMR, ce qui lui permet d’accéder à un équipement industriel moderne. En 1932, les EMR proposent déjà un guidon en dural et c’est en 1934 que les jantes Mavic dural font leur apparition sur le Tour de France. Elles sont cependant peintes façon bois car les jantes en aluminium ne sont pas autorisées par les organisateurs, ce qui n’empêche pas Antonin Magne de remporter l’épreuve avec elles cette année-là. Elles ne pèsent que sept cents grammes, soit deux fois moins que la concurrence grâce au système des œillets faisant reposer la tension du rayon à la fois sur la partie supérieure et inférieure de la jante. Le procédé a été inventé par un Italien, Mario Longhi, et déposé en janvier 1934, « deux heures avant Mavic » selon la légende. Mavic exploitera donc le procédé sous licence.
Dès lors, les coureurs réclament l’autorisation d’utiliser ces jantes et, sur le Tour 1935, toutes les jantes sont des Mavic « Dura ». Mais de nombreux accidents lors de l’épreuve, dont certains dramatiques (mort de l’Espagnol Cepeda dans la descente du Galibier) montrent que les colles à boyau, prévues pour le bois, doivent être adaptées pour l’aluminium, ce qui sera fait à partir de l’étape de Nice. Les jantes Mavic remportent ainsi le Tour de France et de nombreuses autres épreuves cette année-là. C’est le début de la domination des jantes Mavic dans les épreuves sportives.
En vue de sa diversification, Mavic rachète en 1955 la société Moreau & Cie, transformée en « département Mavic freins », qui cessera cependant son activité en 1961 en raison de pertes importantes.

### Années 1950 et 1960
La mort de Henri Gormand, en 1963, crée une crise de succession. Parmi ses huit enfants, Louis apparaît comme le successeur désigné par son père puisqu’il a été administrateur des EMR dès 1942 et associé à la gestion de Mavic à partir de 1950. Mais Bruno Gormand, qui a été en procès avec son père et avec Louis, s’y oppose, accusant son frère de vouloir rejoindre Rigida (le principal  concurrent) et la famille se trouve alors divisée en deux camps. Cette crise de succession se double de difficultés financières : Mavic est en déficit constant de 1959 à 1964, cumulant au cours de ces années plus de 5,5 millions de francs de pertes. Finalement, Louis conservera l’entreprise la plus saine, les EMR, et Bruno héritera de Mavic.
Les EMR seront pourtant rachetés dès 1965 par la société mère de Rigida et seront dissous en 1968. Quant à la marque AVA, elle disparaît vers 1981. Ironie de l’histoire, Rigida sera à son tour rachetée par un autre fabricant de jantes, Wolber, lui-même cédé en 1994, pour un franc symbolique, à Mavic.
En 1966, Bruno fonde Mavic SA, à Saint-Trivier-sur-Moignans (Ain) par fusion des anciens Établissements Mavic. La société, qui n’avait jamais compté plus d’une cinquantaine de salariés, connaît à partir de là un développement important grâce à une politique commerciale et technique innovante.

### Années 1970 et 1980
En 1972, Bruno Gormand prête sa voiture à un directeur sportif en panne sur le Critérium du Dauphiné libéré 1972, ce qui donnera naissance l'année suivante par Mavic au concept d'assistance neutre et notamment à ses emblématiques voitures jaunes.
En 1973, Mavic développe la première roue lenticulaire destinée à améliorer l’aérodynamisme. Elle ne sera cependant jamais autorisée dans les pelotons professionnels.
En 1975, Mavic met au point la jante Module E, première jante double paroi à crochets pour pneu haute pression (pneu Elan Michelin notamment). La jante à pneu s’impose peu à peu dans le milieu des courses. En 1978, Mavic produit quatre mille jantes par jour et occupe 65 % du marché mondial.
En 1980, pour la première fois une équipe équipée « tout Mavic » fait son apparition dans le Tour de France. En 1989, c’est avec des vélos « tout Mavic » que Greg LeMond l’emporte de huit secondes sur Laurent Fignon et que Jeannie Longo remporte le Tour féminin.

### Années 1990

Ancien logo de Mavic.

À la suite de la mort accidentelle de Bruno Gormand, en 1985, l’entreprise est gérée par son épouse, Cécile Gormand. En 1990, elle est rachetée par quatre cadres, associés à l’entreprise depuis les années 1970, et dirigée par l'un d'entre eux, Jean-Pierre Lacombe. Mavic est cédé en 1994 au groupe Salomon, lui-même à son tour racheté en 2005 par le groupe finlandais Amer Sports.
Dans les années 1990, Mavic investit le secteur du dérailleur électrique en équipant, en 1992, des équipes du Tour de France avec le ZMS (Zap Mavic System) mais la fabrication sera suspendue en raison de problèmes notamment sur route humide. Une seconde génération est proposée en 1999 avec le Mektronic qui offre la transmission sans fil par ondes radios. Cette fois-ci, c’est en raison de problème d’autonomie que le système ne parviendra pas à s’imposer.
Bien qu’associée à l’idée d’innovation technologique, Mavic n’est pas véritablement une entreprise d’ingénieurs. Pendant longtemps, elle ne disposa pas de bureau d’étude et n’embaucha son premier ingénieur qu’en 1991 (Hubert Charpin, un ancien de Peugeot). Mavic a donc surtout bénéficié des innovations et des recherches des fabricants de matériaux et des constructeurs (Péchiney, Renault, Peugeot, Michelin, etc.).

### Années 2010
En 2019, la société finlandaise Amer Sports, détenant le groupe Salomon, passe sous le contrôle du consortium Mascot Bidco Oy, initié par la marque chinoise Anta Sports. Après avoir dominé le marché, Mavic est confrontée à l'émergence de nouvelles demandes (jante en carbone, freins à disques) pour lesquelles ses processus de fabrication et son savoir-faire ne la mettent pas en position de pouvoir correctement se défendre face à l'émergence de nouveaux acteurs qui auront su s'imposer sur ces créneaux.

### Années 2020

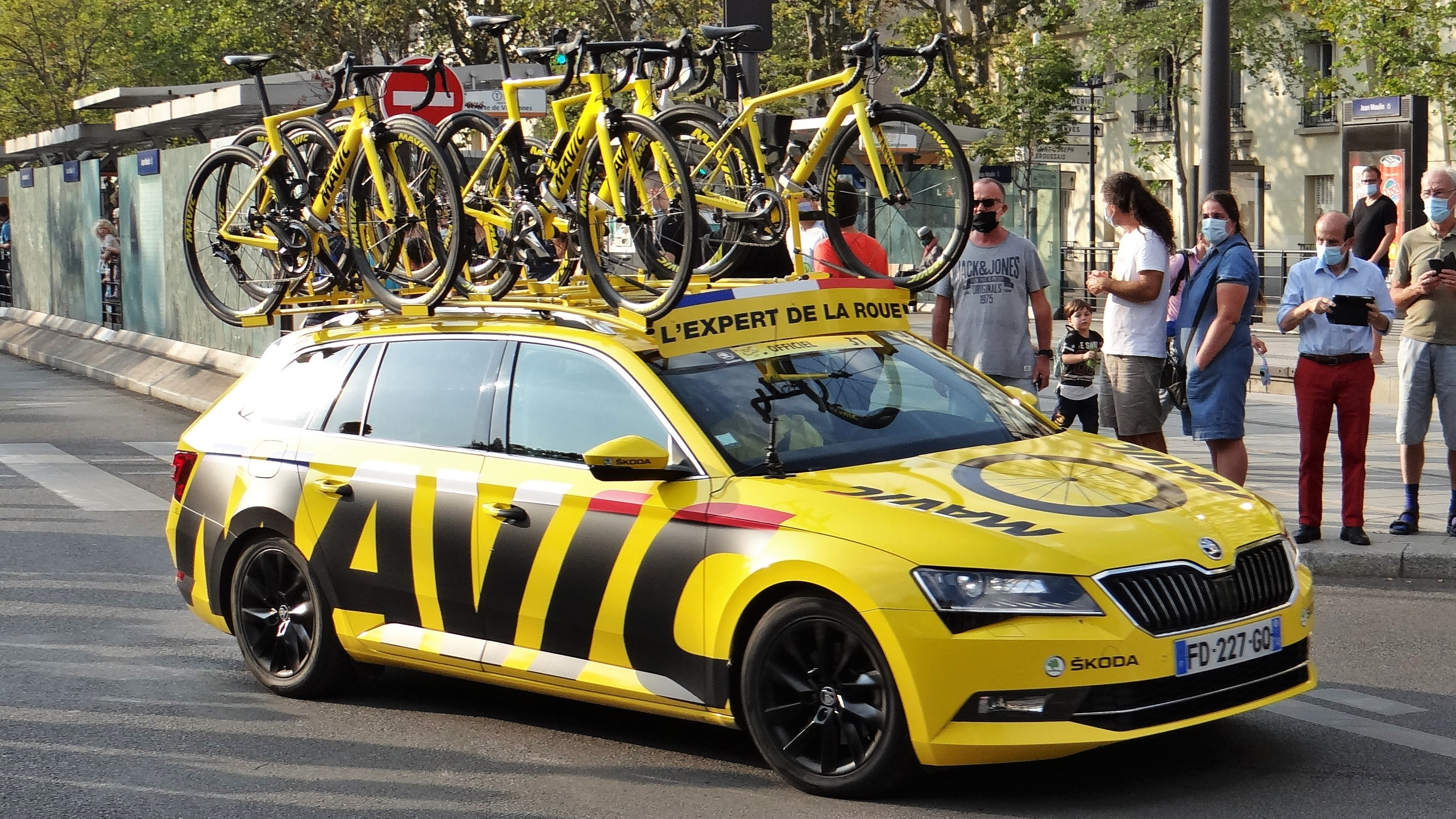
Véhicule Mavic sur le Tour de France 2020.

Le 2 mai 2020, l'entreprise est placée en redressement judiciaire, la société mère ayant préféré se concentrer sur son autre marque de roues et de composants: Enve. En difficultés financières, Mavic est placé en procédure de conciliation dès décembre et un administrateur judiciaire est nommé. À cette occasion, les représentants du personnel apprennent que, contrairement à ce qui avait été publiquement annoncé, Salomon n'avait pas cédé leur entreprise à Regent LP mais à une société M Sports, basée au Delaware — DE (États-Unis), sans lien capitalistique avec Regent.
Le tribunal de commerce de Grenoble valide le 21 juillet 2020 la reprise de la société par le groupe français Bourrelier qui crée alors la filiale Mavic Group afin d'y loger les activités reprises. L’offre de reprise permet de sauver 107 emplois (sur un peu plus de 210) et le maintien des sites d’Annecy (recherche et développement) et de Saint-Trivier-sur-Moignans dans l'Ain (production). Les nouveaux propriétaires prévoient un recentrage sur la jante, le moyeu et la roue en aluminium et carbone qui, selon eux, « ont fait le succès et la notoriété de Mavic auprès d’une clientèle en quête de performance ». Le plan prévoit également une modernisation de l’outil de production.
C'est dans ce contexte que l'organisateur du Tour de France, ASO, annonce début 2021 la fin de la collaboration historique (43 ans) avec Mavic pour l'assistance neutre aux coureurs au profit de Shimano.
En 2021, Mavic affiche un chiffre d'affaires en hausse de 20 % et réalise 57 embauches. L'entreprise construit son nouveau siège social dans la commune de Chavanod afin d'y loger les activités de services supports, la recherche et développement, la pré-industrialisation et aussi un ligne de fabrication de roues en carbone. Fin 2022, Mavic annonce devenir co-sponsor de Saint Michel-Mavic-Auber 93.
En 2024, Mavic annonce fermer son usine de Saint-Trivier-sur-Moignans et délocaliser la production sur un site en Roumanie,. La direction du groupe met en cause une baisse de son chiffre d'affaires à la suite d'un retournement du marché, ainsi que de la hausse des prix de l'énergie, et des matières premières.

## Production
Mavic produit :
- jantes ;
- roues de route, VTT et piste ;
- équipement du cycliste (casques, chaussures, vêtements et accessoires).

## Sponsoring
- 2012 : Katusha, Garmin-Sharp, Liquigas-Cannondale.
- 2022 : Équipe cycliste Le Col-Wahoo ; Équipe cycliste Saint Michel-Mavic-Auber 93.
- 2023 : Guillaume Martin et Victor Lafay[réf. nécessaire], Lapierre-Mavic Unity[17]

## Innovation
L'équipementier Mavic a régulièrement proposé des produits innovants tout au long de son histoire, comme :
- 1934 : première jante de vélo en alliage d’aluminium brevetée Mavic. Antonin Magne remporte le Tour de France cette même année avec ces nouvelles jantes. Elles pèsent 750 g contre 1,2 kg pour des jantes en acier[18] ;
- 1975 : première jante à pneu. Avec ce concept breveté mis au point avec Michelin, Mavic permet d’utiliser des pneus, plus faciles à monter et réparer que des boyaux collés à la jante[4],[19] ;
- 1979 : les moyeux, boîtiers de pédalier, jeux de direction, pédales et plateaux-manivelles constituent les  ensembles « Tout Mavic »[20] ;
- 1992 : Mavic est le premier fabricant à lancer un dérailleur électrique avec le ZMS "Zap Mavic System"[21] ;
- 1997 : Mavic lance la roue Helium ultra-légère conçue pour la route en montagne[22] ;
- 1999 : Mavic lance le premier dérailleur électrique sans fil avec le Mektronic[23] ;
- 2023 : X-Tend, un moteur électrique ultraléger et débrayable, permettant d'avoir un vélo électrique d'un poids inférieur à 10kg[24].

### Sources
- Alexandre Giandou, « Mavic, une entreprise dans la légende du Tour de France », Cahiers du Centre Pierre Léon d’histoire économique et sociale, nos 3-4,‎ 2001, p. 87-101 (lire en ligne [PDF])